# Amitermes minimus
Amitermes minimus är en termitart som beskrevs av Light 1932. Amitermes minimus ingår i släktet Amitermes och familjen Termitidae. Inga underarter finns listade i Catalogue of Life.